# Opòssum cuacurt d'Osgood
L'opòssum cuacurt d'Osgood (Monodelphis osgoodi) és una espècie d'opòssum de la família dels didèlfids. Viu a Bolívia i el Perú. El seu hàbitat natural són els boscos humits tropicals o subtropicals de terres baixes i els herbassars secs tropicals o subtropicals de terres baixes. Està amenaçat per la pèrdua d'hàbitat.
Fou anomenat en honor del mastòleg estatunidenc Wilfred Hudson Osgood.